# Екерьо
Екерьо (на шведски: Ekerö) е град в лен Стокхолм, източната част на централна Швеция. Главен административен център на едноименната община Екерьо. Разположен е на едноименния остров Екерьо в езерото Меларен. Намира се на около 20 km на югозапад от централната част на Стокхолм. Има малко пристанище на езерото Меларен. Населението на града е 10 907 жители според данни от преброяването през 2010 г.

## Спорт
Представителният футболен отбор на града се казва Екерьо ИК.

## Побратимени градове
- Валка, Латвия